# Sineleotris chalmersi
Sineleotris chalmersi is een straalvinnige vissensoort uit de familie van zeegrondels (Odontobutidae). De wetenschappelijke naam van de soort is voor het eerst geldig gepubliceerd in 1927 door Nichols & Pope.